# 1551 en science
| Années de la science : 1548 - 1549 - 1550 - 1551 - 1552 - 1553 - 1554    |
| Décennies de la science : 1520 - 1530 - 1540 - 1550 - 1560 - 1570 - 1580 |

Cet article présente les faits marquants de l'année 1551 en science.

## Événements

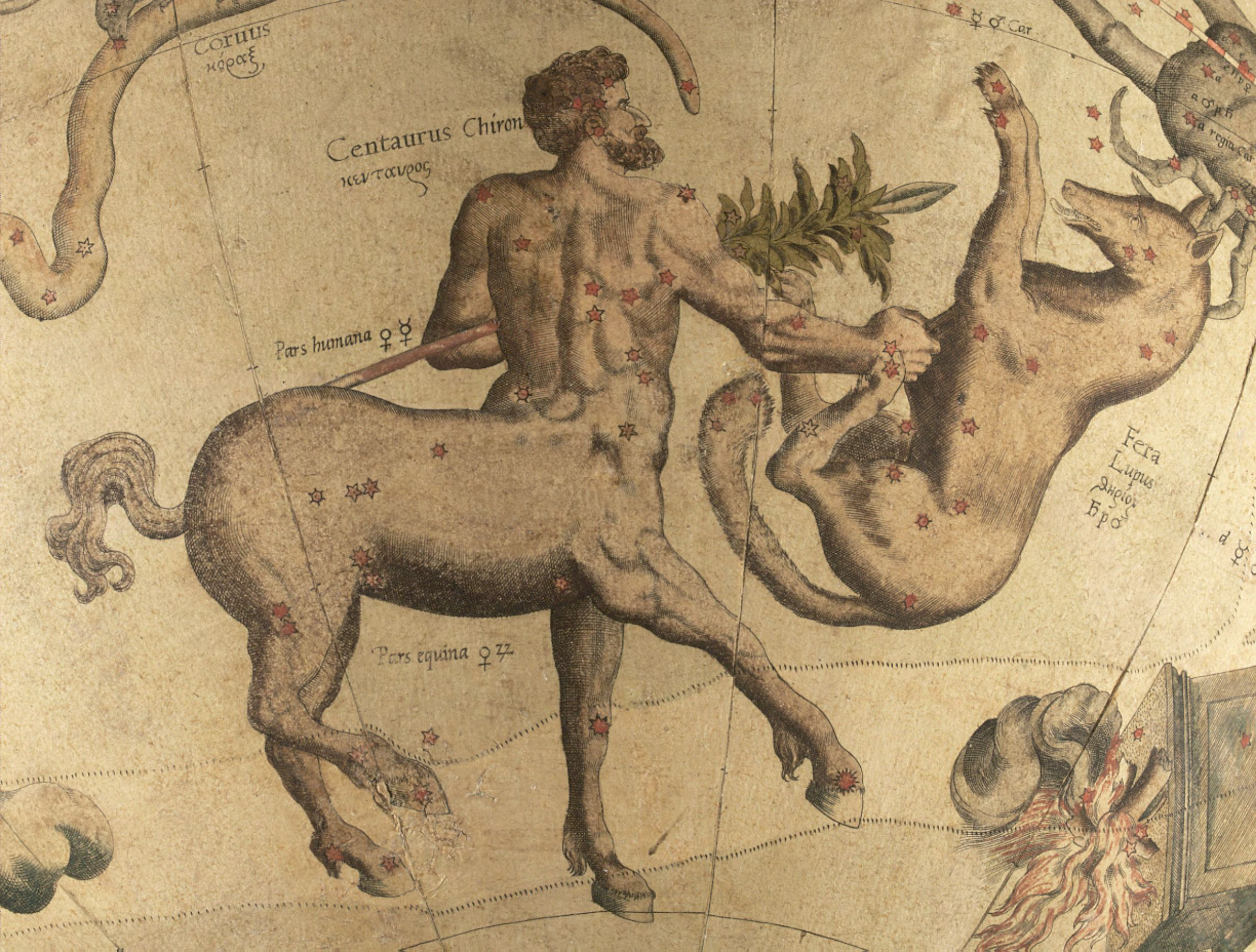
Centaurus et Lupus, globe céleste de Mercator, détail.

- Mercator réalise un globe céleste à la demande de Charles Quint[1].

## Publications
- Taqi al-Din : Kitâb al-Turuq al-saniyya fi al-alat al-ruhaniyya (Livre des méthodes accomplies au sujet des machines de l’esprit) ;
- Pierre Belon : L’Histoire naturelle des estranges poissons marins avec la vraie peincture et description du Dauphin et de plusieurs autres de son espèce observée par Pierre Belon du Mans, R. Chaudière, Paris, 1551 ;
- Conrad Gessner : Historiae animalium : Liber I de quadrupedibus uiuiparis. apud Christoph. Froschoverum ; cinq volumes sont publiés entre 1551 et 1558 et le cinquième publié à titre posthume, en 1587). Il pose les fondements de la zoologie moderne ;
- Erasmus Reinhold : Tables pruténiques (« Prutenicae tabulae coelestium motuum »), Wittenberg, 1551 (réimpr. Tübingen 1574, Wittenberg 1584) ;
- Niccolo Fontana Tartaglia : La travagliata Inventione, 1551 ;
- William Turner : A new Herball, wherin are conteyned the names of Herbes… with the properties degrees and naturall places of the same, gathered and made by Wylliam Turner, Physicion unto the Duke of Somersettes Grace. L'ouvrage paraît en trois volumes (le premier à Londres en 1551, le second à Cologne en 1562 et le troisième en 1568).

## Naissances

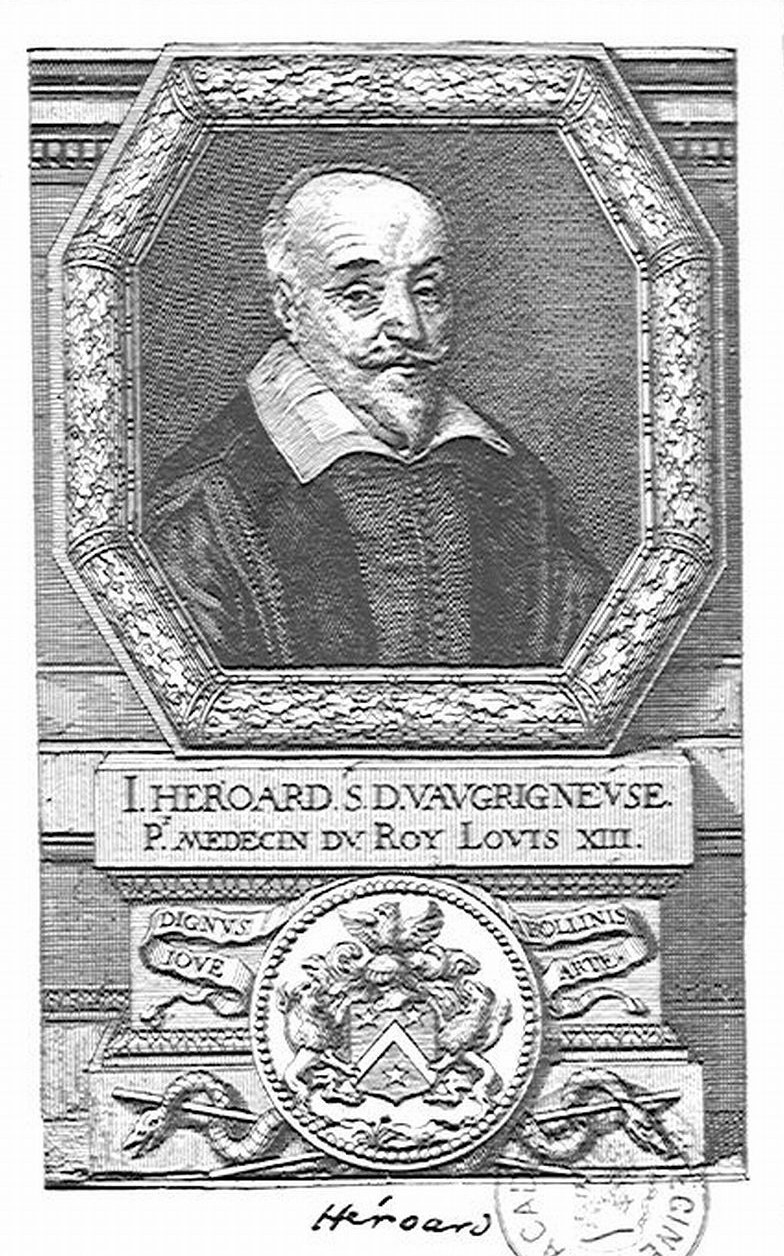
Jean Héroard

- 2 février : Nicolas Raimarus Ursus (mort en 1600), mathématicien et astronome allemand.
- 2 juillet : Christopher Grienberger (mort en 1636), mathématicien autrichien.
- 22 juillet : Jean Héroard (mort en 1628), médecin et anatomiste français.

- Vers 1551 : Timothy Bright (mort en 1615), médecin britannique.

## Décès
- 6 avril : Joachim de Watt (né en 1484), homme d'État, médecin, et humaniste suisse[2].
- 8 juillet : Tomas de Berlanga (né en 1487), évêque espagnol de Panama et découvreur des îles Galápagos[3].